# Daniel Bednárik
Daniel Bednárik (* 10. března 1994, Piešťany) je slovenský fotbalový obránce od roku 2009 působící v FK AS Trenčín.

## Klubová kariéra
Svou fotbalovou kariéru začal v PFK Piešťany. V roce 2009 odešel jako dorostenec hostovat do FK AS Trenčín a po 3 letech do týmu přestoupil.